# Oda sreći
"Oda sreći" - slikovnica za odrasle za koju je tekst napisao glumac Keanu Reeves, a ilustracije napravila Alexandra Grant, konceptualna umjetnica iz Los Angelesa.

## Nastanak knjige
Knjiga je nastala kao prijateljska šala: Janey Bergam (urednica knjige) i Keanu Reeves slušali su nostalgične pjesme o tuzi i samosažaljenju na radiju i glumac ih je u jednom trenutku počeo ismijavati, te napisao svoju verziju takvih pjesama. J. Bergam je bez njegova znanja pjesmu poslala Alexandri Grant. Umjetnica je stvarala ilustracije šest mjeseci, a knjigu je zatim dala K. Reevesu kao poklon, umetnutu u knjigu fotografija iz sedamdesetih "The British Scene".
Knjigu nisu namjeravali tiskati, no jedan od prijatelja je poželio nekoliko primjeraka, što je ponukalo Reevesa i Grant da knjigu konačno i izdaju.
Reeves, Grant i Bergam kontaktirali su poznatog njemačkog izdavača umjetničkih knjiga Gerharda Steidla te proveli četiri dana s njim u Göttingenu radeći na knjizi, što G. Steidl očekuje od svih svojih klijenata.
"Oda sreći" je gotovo ista replika originalne knjige. 

## Opis knjige
Knjiga ima tvrde korice i nalazi se u zaštitnom etuiju. Ilustracije su crno-bijele i izrađene crnom tintom.
Ispod svake ilustracije u knjizi nalazi se jedan stih ode, npr. "I draw a hot sorrow bath", "I wash my hair with regret shampoo" ili "Then I put on my alone again silk pajamas":
"Služeći kao podsjetnik da sebe ne shvaćamo toliko ozbiljno, 'Oda sreći' je istovremeno i razmišljanje i nježno zadirkivanje o tome kako se nosimo sa životnom boli."
Knjiga je osmišljena kao umjetnička knjiga, djelo koje se može držati i dirati, te su ilustracije ustvari reprodukcije otisnute na kvalitetnom papiru, a sama umjetnica ohrabruje ljude da ih izrezuju i uokviruju ako žele.
"Ilustracije, - crno-bijele, predivno izrađene tamnom tintom -, reflektiraju tamu i svjetlo, patos i humor teksta. Knjigu, koja nije u potpunosti ozbiljna, niti sasvim ironična, konačno dovršava čitatelj koji unosi vlastito iskustvo u njezinu interpretaciju."

## "Razvedri se, Keanu"
Godine 2010. pojavile su se slike "tužnog" Keanua koji jede sendvič na klupi, što je dovelo do pojave internetskog fenomena "Keanu je tužan/Tužni Keanu" i do proglašavanja 15. lipnja kao neslužbenog dana "Razvedri se, Keanu" (engl. "Unofficial Cheer-up Keanu Day") na Facebooku.
Smatralo se da je knjiga "Oda sreći" odgovor na fenomen, no sam glumac to demantira ističući da je knjiga dovršena u kolovozu 2009.

## Vanjske poveznice
- Alexandragrant.com (službena stranica A. Grant)
- Oda sreći na Facebooku
- Art in America, Q+A: Alexandra Grant and Keanu Reeves Collaborate, Happily, veljača 2011.
- BBC News: Keanu Reeves' Ode to Happiness, 22. lipnja 2011.
- TIME Entertainment: Help Cheer Up Keanu Reeves  Arhivirana inačica izvorne stranice od 13. rujna 2012. (Wayback Machine), lipanj 2010.